# غياث أباد (سفيد دشت)
غیاث أباد (بالفارسية: غیاث‌آباد) هي قرية تقع في إيران في قسم سفید دشت الريفي.